# Yvan Ylieff
Yvan Ylieff (Verviers, 8 mars 1941) est un homme politique belge socialiste d'origine bulgare.
Ylieff est historien et est le dernier ministre francophone de l'Éducation nationale avant la communautarisation de l'enseignement.
Il est Grand Officier de l'Ordre de Léopold et récipiendaire de la Médaille civique de première classe.

## Carrière politique
- 1973 - 1976 : Bourgmestre d'Andrimont
- 1977 - 2018 : Bourgmestre de Dison
- 1974 - 1995 : Député
- 1988 - 1989 : Ministre de l'Éducation nationale (francophone)
- 1989 - 1992 : Ministre communautaire de l'Éducation et de la Recherche scientifique
- 1995 - 1999 : Ministre fédéral de la Recherche Scientifique
- 1999 - 2000 : Ministre communautaire de la Jeunesse, de la Fonction publique et de l'Enseignement de promotion sociale
- 2000 - 2003 : Commissaire du Gouvernement sur les questions scientifiques